# Fiesta de San Andrés (Encinasola)
La fiesta de San Andrés es una festividad popular que se celebra anualmente en el municipio onubense de Encinasola el fin de semana del 30 de noviembre en honor a San Andrés Apóstol, patrón de Encinasola.

## Historia
La fiesta de San Andrés se lleva celebrando desde hace más de 150 años en Encinasola.
Ahora algunos datos:
- 1854: Se inicia por 6000 vecinos la fiesta.
- 1909: Por primera vez se hace en la plaza.
- 1935: Llegan las carpas procedentes de Sevilla.
- 1958: Por motivos económicos se deja de celebrar.
- 1970: Se vuelve a celebrar como hasta ahora.

## Fiesta
La fiesta consisten en:
- 30 de noviembre: Se canta y se baila, además hay puestos.
- 1 de diciembre: Se canta por la noche y, siguen los puestos todo el día.
- 2 de diciembre: El último día con buenas canciones y fandangos y con los puestos